# 福田廣平
福田廣平（日語：福田 こうへい，1976年9月21日—），是一名日本男性演歌歌手，出生於岩手縣岩手郡雫石町，已婚。現時與祖父母、母親、妻兒共6人住於盛岡市居住。

## 出道經過
福田廣平原以演唱民謠為主，而且要在23歲時才開始跟隨同樣為民謠歌手，已於2005年去世的父親福田岩月學習唱歌（在日本藝能界來講，這個年紀才起步已是非常遲），但他可以說是近年少有能在極短時間內人氣冒升極快的民謠／演歌歌手。過往他曾在不少地區性的民謠歌唱比賽中獲得過不少的獎項，包括多次在日本民謠協會和津輕五大民謠全國大會的比賽中獲得多個組別的冠軍；2012年6月，福田廣平在第25屆日本民謠節中獲得了最高殊榮的「格蘭披治」大獎後，便有意轉戰樂壇；同年9月，福田廣平辭去了原任職於和服店營業員的工作，正式轉職為歌手；10月24日推出了他首張的單曲唱片《南部蟬時雨》。
《南部蟬時雨》最初的開售成績只屬一般，然而，2013年1月6日，寂寂無名的福田廣平首次在NHK的《歌謠音樂會》亮相，他的歌聲得到演歌界老前輩北島三郎的肯定，並比喻為「平成時代的三橋美智也」。自此，他的人氣立時急促地冒升起來。節目播出後，他的唱片成為了搶手貨，所屬的唱片公司King Records收到比平日多三、四倍的網上訂購，並最終在開售三個月內後，躍昇至Oricon公信榜演歌部門的第1位；半年時間共賣出超過11萬張唱片，因而獲日本唱片協會認定獲得金唱片殊榮。同時，他的各類型公開或獲邀演出的次數亦大增。即使是開賣後一年，《南部蟬時雨》仍在Oricon公信榜單曲榜中排名第13，演歌部門第2位，只落後於島倉千代子的遺作《布满枸橘的小路》之後，2013年度的全年單曲銷售量更比「演歌王子」冰川清志的《時雨之港》（しぐれの港）和《滿天的星星》（満天の瞳）更多，達97041張，2年合共售出超過20萬張；而第2張單曲《越過山鞍》亦在9個月內錄得超過104,000張的銷量，與《南部蟬時雨》並列當年演歌部門的首2位。
2013年6月12日，他在東京澀谷區文化綜合中心舉行了他出道以來首次的個人演唱會，並全場滿座，成為熱話。。同年9月在淺草公會堂和仙台電力大廳再公演了兩場個人演唱會，及後並伸延至日本其他各縣市。11月25日，福田廣平入選為第64回NHK紅白歌合戰的出演名單之中。以他作為民歌/演歌歌手，能在出道剛一年多便擠身於紅白歌合戰，自冰川清志以後已鮮有再出現。強勁的人氣令他亦同時獲得第46屆日本有線大獎新人獎及第55屆日本唱片大獎新人獎。，2014年，福田連續兩年入選NHK紅白歌合戰。
2015年初，福田離開原有的事務所「Office K」，並於東京都內自組獨立的新事務所，但卻反被Office K指他原有的合約並未屆滿，因而以毀約為由而告上法庭，雙方曾提出和解但最終不成功，有關案件於11月正式於東京地方裁判所正式開審。受事件影響，同時福田亦忙於籌備個人巡迴演唱會，最終未有入選本年的NHK紅白歌合戰。
然而，在成名以外，福田廣平並沒有忘記自己出身在311地震的受災區之內，自災後他一直巡迴在東北地區的受災地作義演，並且協助災區重建工作。
2018年11月23日，在福岛县白河市举办演唱会后，福田出现吐血症状，紧急送医检查后发现食道及胃部出现“一个裂缝”，接受紧急止血处理后，福田仅休息1日，25日参加了NHK揚聲歌唱节目的直播演出，26日住院治疗。官方网站宣布病名为“急性胃黏膜病变伴有黑色呕吐物”。

## 唱片集

### 單曲
| 出版次序 | 發行日期       | 標題                                        | 發售形式      | 產品編號              | 最高名次                                                                            |
| -------- | -------------- | ------------------------------------------- | ------------- | --------------------- | ----------------------------------------------------------------------------------- |
| 1        | 2012年10月24日 | 《南部蟬時雨》 （）                         | CD 卡式錄音帶 | KICM-30471 KISX-30471 | 演歌部門第1名 單曲榜第8名 2013年度全年單曲銷售榜第71名 2014年度全年單曲銷售榜第56名 |
| 2        | 2014年4月2日   | 《越過山鞍》 （）                           | CD 卡式錄音帶 | KICM-30583 KISX-30583 | 演歌部門第1名 單曲榜第6名 2014年度全年單曲銷售榜第63名                              |
|          | 2015年1月1日   | 《謝意》 （）                               | CD            | KICM-30627            | 演歌部門第1名 單曲榜第21名                                                          |
|          | 2016年1月27日  | 《女之船頭唄～三橋美智也翻唱单曲盤～》 （おんな船頭唄～三橋美智也カバーシングル盤～） | CD            | KICM-30697            | 單曲榜第51名                                                                        |
| 3        | 2016年8月24日  | 《北之出世船》 （）                         | CD 卡式錄音帶 | KICM-30749 KISX-30749 | 演歌部門第1名 單曲榜第13名                                                          |
|          | 2017年1月11日  | 《特选·歌唱最佳3 福田广平》 （特選・歌カラベスト3 福田こうへい）            | CD            | KICM-8280             |                                                                                     |
| 4        | 2017年2月8日   | 《母亲的海滩歌》 （母ちゃんの浜唄）                       | CD 卡式錄音帶 | KICM-30776 KISX-30776 | 單曲榜第23名                                                                        |
| 5        | 2017年9月27日  | 《路一条》 （道ひとすじ）                             | CD 卡式錄音帶 | KICM-30818 KISX-30818 | 單曲榜第5名                                                                         |
| 6        | 2018年4月25日  | 《天龙游弋》 （）                           | CD 卡式錄音帶 | KICM-30856 KISX-30856 | 單曲榜第11名                                                                        |

### 大碟
| 出版次序 | 發行日期       | 標題                             | 產品編號          | 最高名次 |
| -------- | -------------- | -------------------------------- | ----------------- | -------- |
| 1        | 2009年11月6日  | 《串聯的民謠「一心」》 （民謡唄綴り「一心」）      | KICH-5571         |          |
| 2        | 2011年12月21日 | 《心中的歌曲》 （こころの唄）              | KICH-8616         |          |
| 3        | 2013年5月8日   | 《響 〜南部蟬時雨〜》 （響 〜南部蝉しぐれ〜）       | KICX-855          | 23名     |
| 4        | 2013年12月4日  | 《陸奧歌謠精選》 （みちのく歌謡ベスト）            | KICH-280          | 36名     |
| 5        | 2014年2月5日   | 《演歌夢語（望鄉·青春編）》 （演歌夢語り ～徳光和夫のナレーションで綴る（望郷・青春編）～） | KICX-900          | 30名     |
| 6        | 2014年7月21日  | 《》                             | KICX-916          | 20名     |
|          | 2016年1月27日  | 《》                             | KICX-973/KICX-974 | 208名    |
| 7        | 2016年12月7日  | 《》                             | KICX-990          | 31名     |
| 8        | 2017年8月23日  | 《》                             | KICX-1036         | 12名     |
| 9        | 2017年11月22日 | 《》                             | KICX-1043         | 26名     |

## NHK紅白歌合戰出場紀錄
| 年份/屆數     | 出場 次數 | 曲目             | 出演 次序 | 對戰歌手   | 備註 |
| ------------- | --------- | ---------------- | --------- | ---------- | ---- |
| 2013年/第64回 | 初        | 南部的蟬時雨     | 6/25      | AAA        |      |
| 2014年/第65回 | 2         | 東京五輪音頭     | 3/23      | miwa       |      |
| 2016年/第67回 | 3         | 東京五輪音頭 (2) | 8/23      | 椎名林檎   |      |
| 2017年/第68回 | 4         | 王将             | 6/23      | 市川由纪乃 |      |

## 外部連結
- 福田こうへい 官方網頁 （页面存档备份，存于）（日語）
- 福田こうへい 前官方網頁（已於2015年起停止更新）（日語）